# Renato Ascencio León
Renato Ascencio León (* 11. Mai 1939 in León; † 27. Juni 2022 ebenda) war ein mexikanischer Geistlicher und römisch-katholischer Bischof von Ciudad Juárez.

## Leben
Renato Ascencio León studierte Philosophie und Katholische Theologie am Priesterseminar in León. Am 12. Juni 1965 empfing er das Sakrament der Priesterweihe für das Bistum León.
Ascencio León war zunächst als Disziplinarpräfekt und Lehrer am Priesterseminar in León tätig. 1966 wurde er zusätzlich Kaplan des Seniorenheims Tepeyac und 1968 Mitglied der Diözesankommission für Liturgie, Musik und sakrale Kunst. 1968 wurde Renato Ascencio León für weiterführende Studien nach Rom entsandt, wo er 1970 am Päpstlichen Athenaeum Sant’Anselmo ein Diplom im Fach Liturgiewissenschaft erwarb. Nach der Rückkehr in seine Heimat wurde er 1970 Subregens und 1974 schließlich Regens des Priesterseminars in León. Zudem wirkte er von 1974 bis 1979 als Kaplan an der Kirche Belén, als Prosynodalexaminator sowie als Mitglied im Beratungsgremium für die Priesterseminare und die Berufungspastoral. Außerdem wurde er 1976 Ehrendomherr an der Kathedrale von León. Von 1977 bis 1980 war Renato Ascencio León Pfarrer der Pfarrei Nuestra Señora de la Soledad in Irapuato und Militärkaplan beim dortigen Militärstützpunkt sowie von 1977 bis 1988 Diözesanassistent der Cursillos de Cristiandad. 1981 wurde er Vizerektor und Ökonom des Päpstlichen Mexikanischen Kollegs in Rom. Ab 1983 war Ascencio León Diözesanassessor der Cursillos de Cristiandad sowie ab 1984 zusätzlich Pfarrer der Pfarrei Señor de la Salud in León und Bischofsvikar für die Pastoral. Daneben gehörte er dem Priesterrat und dem Konsultorenkollegium an und fungierte als Präsident der diözesanen Liturgiekommission. Papst Johannes Paul II. verlieh ihm am 16. Juli 1987 den Ehrentitel Päpstlicher Ehrenprälat.
Am 19. Juli 1988 ernannte ihn Papst Johannes Paul II. zum Prälaten von Madera. Der Apostolische Nuntius in Mexiko, Erzbischof Girolamo Prigione, spendete ihm am 30. August desselben Jahres in Ciudad Madero die Bischofsweihe; Mitkonsekratoren waren der Bischof von León, Anselmo Zarza Bernal, und der Bischof von Mexicali, José Ulises Macías Salcedo. Sein Wahlspruch In nomine Domini („Im Namen des Herrn“) stammt aus dem Sanctus (Ps 118,26 ). In der Mexikanischen Bischofskonferenz war Renato Ascencio León zudem von 1992 bis 1997 Präsident der Kommission für das Päpstliche Mexikanische Kolleg. Außerdem gehörte er von 1992 bis 1994 der Kommission für das Laienapostolat an, in der er für die Cursillos de Cristiandad zuständig war.
Papst Johannes Paul II. bestellte ihn am 7. Oktober 1994 zum Bischof von Ciudad Juárez. Daneben war Ascencio León von 1997 bis 2000 Mitglied des Ständigen Rates der Mexikanischen Bischofskonferenz und Repräsentant der Region Nord-Mexiko sowie Mitglied der Kommission für das Päpstliche Mexikanische Kolleg. Von 2000 bis 2006 fungierte er als Präsident der Kommission für die menschliche Mobilität. Zusätzlich gehörte er ab November 2000 erneut der Kommission für das Laienapostolat an. Papst Benedikt XVI. berief ihn am 7. Oktober 2006 darüber hinaus zum Mitglied des Päpstlichen Rates der Seelsorge für die Migranten und Menschen unterwegs.
Am 20. Dezember 2014 nahm Papst Franziskus das von Renato Ascencio León aus Altersgründen vorgebrachte Rücktrittsgesuch an. Ascencio León starb am 27. Juni 2022 in León.